# 11 Hoyt
11 Hoyt ist ein 189 m hoher Wolkenkratzer im Stadtbezirk Brooklyn in New York City, USA. Der Wohnturm ist nach dem The Brooklyn Tower (325 m), dem Brooklyn Point (220 m) und dem AVA DoBro (190,2 m) der vierthöchste Wolkenkratzer von Brooklyn.

## Beschreibung
Der Wohnturm befindet sich im Stadtteil Downtown von Brooklyn an der Livingston Street zwischen Hoyt Street und Elm Place unweit der Hauptgeschäftsstraße Fulton Street. Der Wolkenkratzer ist 188,4 Meter (618 Fuß) hoch und hat 57 Etagen mit 481 Eigentumswohnungen. Der Bauherr Tishman Speyer hat das Gelände im August 2015 erworben und 2017 mit dem Bau begonnen. Die aus Fertigteilen bestehende wellenförmige Fassade wurde in Kanada hergestellt. Michaelis Boyd Associates gestaltete das Innendesign. Im Juni 2019 erreichte der Wohnturm seine Endhöhe und wurde 2021 fertiggestellt. Neben den Wohnungen bietet er seinen Bewohnern auf 5109 m² Freizeiteinrichtungen, darunter ein Fitness- und Wassersportzentrum, ein Salzwasserpool, eine Sauna und ein Squashplatz. Um das Gebäude herum ist eine 2500 m² große Grünanlage von Edmund Hollander (Holland Design) angelegt worden. Das Gebäude ist das erste von Tishman Speyers Properties errichtete Wohnhaus in New York City.

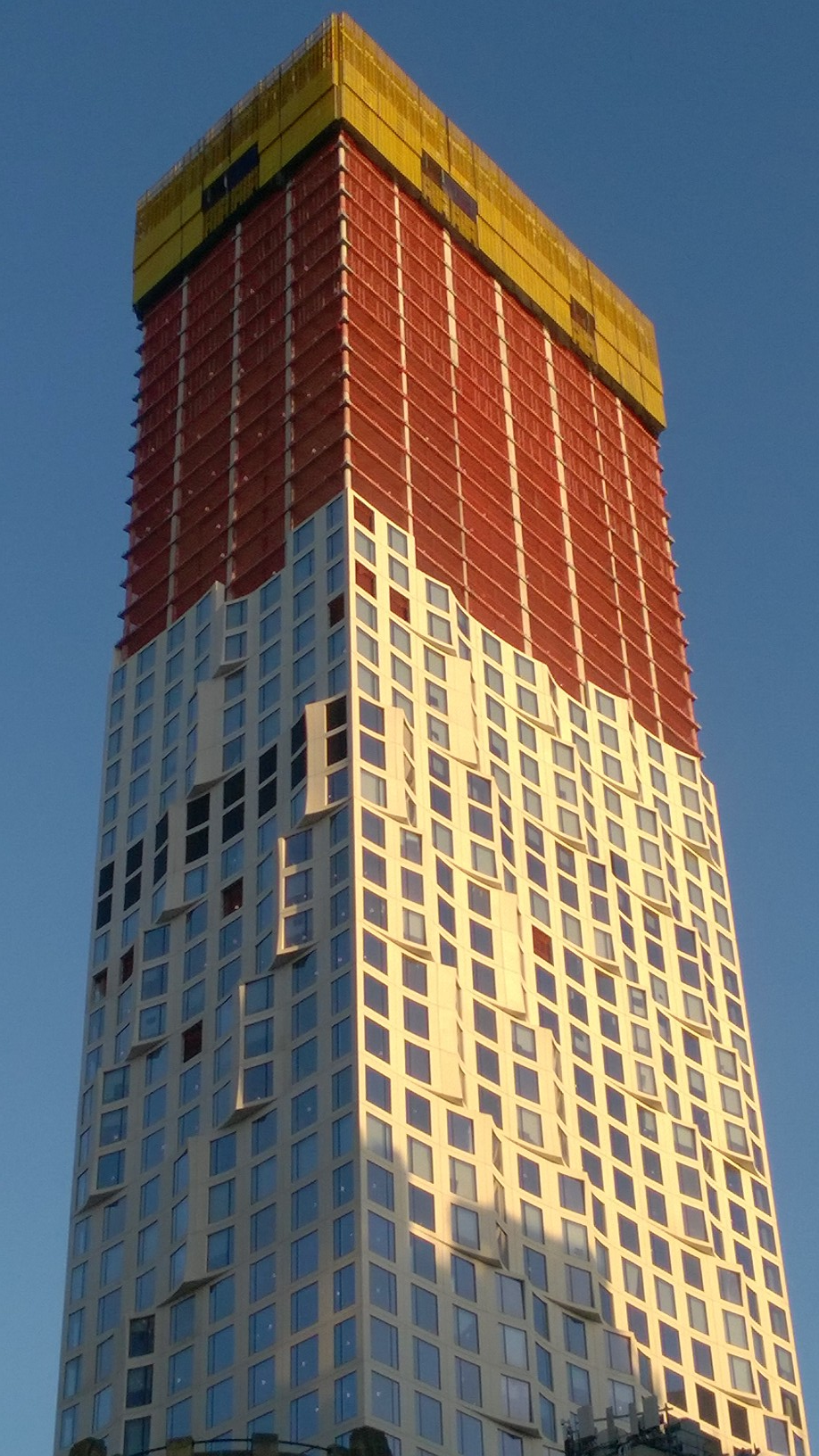
11 Hoyt im Bau 2019
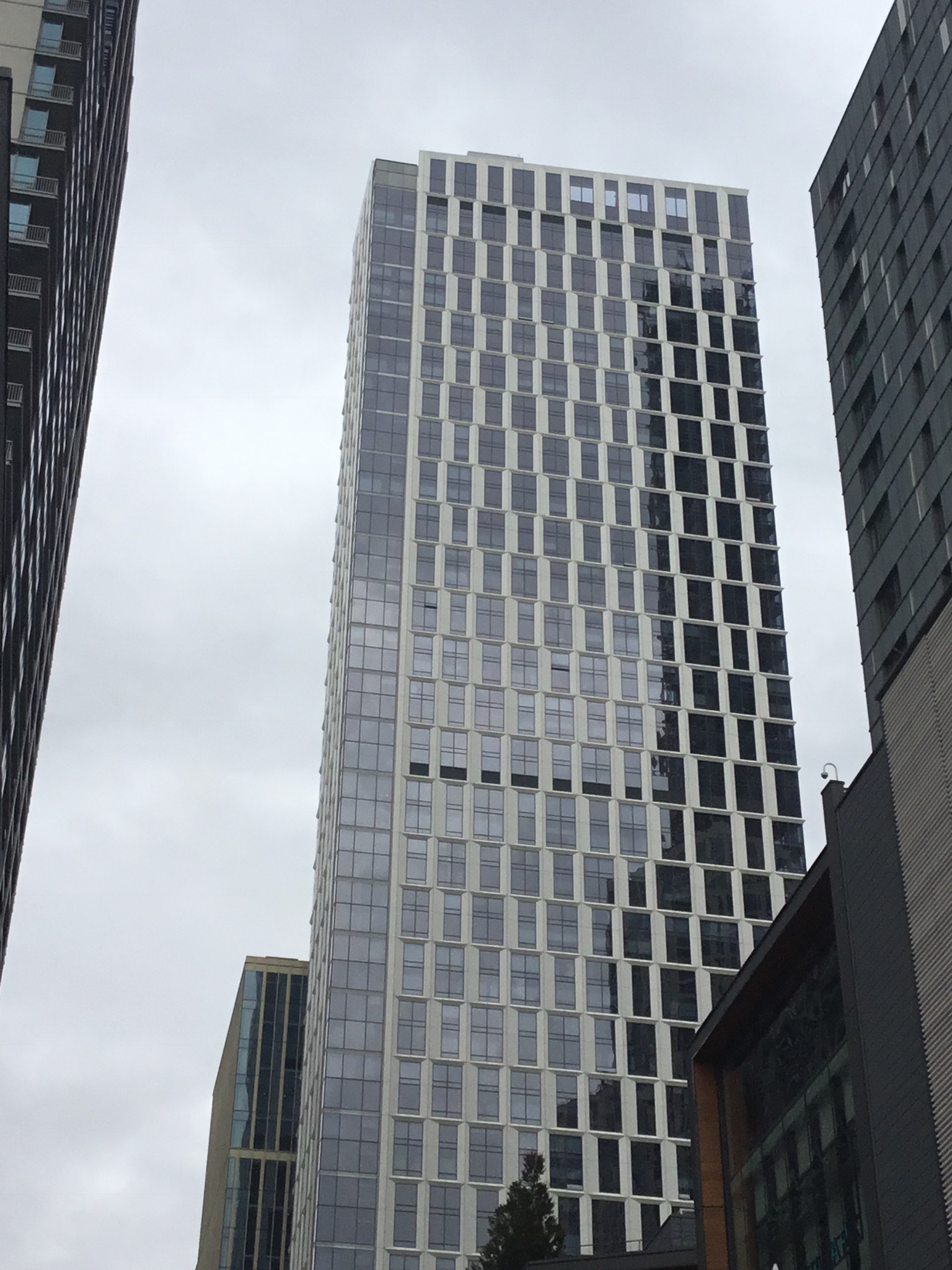
Am 15. November 2022